# العلاقات الجنوب إفريقية العمانية
العلاقات الجنوب أفريقية العمانية هي العلاقات الثنائية التي تجمع بين جنوب أفريقيا وسلطنة عمان.

## مقارنة بين البلدين
هذه مقارنة عامة ومرجعية للدولتين:
| وجه المقارنة                                              | جنوب أفريقيا | سلطنة عمان    |
| --------------------------------------------------------- | --- | ------------- |
| المساحة (كم2)                                             | 1.22 مليون | 309.50 ألف    |
| عدد السكان (نسمة)                                         | 57.73 مليون | 4.64 مليون    |
| الكثافة السكانية (ن./كم²)                                 | 47.32 | 14.99         |
| العاصمة                                                   | بريتوريا، بلومفونتين، كيب تاون | مسقط          |
| اللغة الرسمية                                             | لغة إنجليزية، اللغة الأفريقانية، اللغة النديبلي الجنوبية، اللغة السوثو الشمالية، اللغة السوتية، لغة سوازي، اللغة التسونجا، اللغة التسوانية، اللغة الفيندية، اللغة الكوسية، اللغة الزولوية | اللغة العربية |
| العملة                                                    | راند جنوب أفريقي | ريال عماني    |
| الناتج المحلي الإجمالي (بليون دولار)                      | 349.42 مليار | 72.64 مليار   |
| الناتج المحلي الإجمالي (تعادل القوة الشرائية) بليون دولار | 725.91 مليار | 179.49 مليار  |
| الناتج المحلي الإجمالي الاسمي للفرد دولار أمريكي          | 5.72 ألف | 15.55 ألف     |
| الناتج المحلي الإجمالي للفرد دولار أمريكي                 | 13.05 ألف | 38.63 ألف     |
| مؤشر التنمية البشرية                                      | 0.666 | 0.793         |
| رمز المكالمات الدولي                                      | +27 | +968          |
| رمز الإنترنت                                              | .za | عمان          |
| المنطقة الزمنية                                           | ت ع م+02:00، أفريقيا/جوهانسبرغ ‏ | ت ع م+04:00   |

## منظمات دولية مشتركة
يشترك البلدان في عضوية مجموعة من المنظمات الدولية، منها:
| علم المنظمة | اسم المنظمة                        | تاريخ انضمام جنوب أفريقيا | تاريخ انضمام سلطنة عمان |
| ----------- | ---------------------------------- | ------------------------- | ----------------------- |
|             | مؤسسة التنمية الدولية              | 12 أكتوبر 1960            | 1973                    |
|             | يونسكو                             | 4 نوفمبر 1946             | 10 فبراير 1972          |
|             | وكالة ضمان الاستثمار متعدد الأطراف | 10 مارس 1994              | 1989                    |
|             | الأمم المتحدة                      | 7 نوفمبر 1945             | 7 أكتوبر 1971           |
|             | الفريق المعني برصد الأرض           | ?                         | ?                       |
|             | الاتحاد البريدي العالمي            | ?                         | ?                       |
|             | البنك الدولي للإنشاء والتعمير      | 27 ديسمبر 1945            | 1971                    |
|             | المنظمة الهيدروغرافية الدولية      | ?                         | ?                       |
|             | الاتحاد الدولي للاتصالات           | 1910                      | 28 أبريل 1972           |
|             | منظمة حظر الأسلحة الكيميائية       | ?                         | ?                       |
|             | مؤسسة التمويل الدولية              | 3 أبريل 1957              | 1973                    |
|             | منظمة التجارة العالمية             | 1995                      | 2000                    |
|             | منظمة الشرطة الجنائية الدولية      | ?                         | ?                       |

## وصلات خارجية
- موقع وزارة الخارجية الجنوب أفريقية
- موقع وزارة الخارجية العمانية